# Rio Ciobu
O Rio Ciobu é um rio da Romênia, afluente do Teleajen, localizado no distrito de Prahova.